# Естонија на Светском првенству у атлетици на отвореном 2015.
Естонија је на Светском првенству у атлетици на отвореном 2015. одржаном у Пекингу од 22. до 30. августа, учествовала дванаести пут, односно учествовала је под данашњим именом на свим првенствима од 1993. до данас. Репрезентацију Естоније представљало је 15 атлетичара (11 мушкараца и 4 жене), који су се такмичили у 9 (6 мушких и 3 женске) дисциплина.,
На овом првенству Естонија није освојила ниједну медаљу. Оборена су 6 лична рекорда и остварена 10 најбоља лична резултата сезоне. У табели успешности према броју и пласману такмичара који су учествовали у финалним такмичењима (првих 8 такмичара) Естонија је са 1 учесником у финалу делила 53. место са освојених 5 бодова.
| Плас. | Земља    | 1. место | 2. место | 3. место | 4. место | 5. место | 6. место | 7. место | 8. место | Бр. финал. | Бод. |
| ----- | -------- | -------- | -------- | -------- | -------- | -------- | -------- | -------- | -------- | ---------- | ---- |
| =53.  | Естонија | 0        | 0        | 0        | 1        | 0        | 0        | 0        | 0        | 1          | 5    |

## Учесници
| Мушкарци: - Роман Фости — Маратон - Расмус Меги — 400 м препоне - Јак-Хајнрих Јагор — 400 м препоне - Каур Кивистик — 3.000 м препреке - Герд Кантер — Бацање диска - Мартин Купер — Бацање диска - Ристо Метас — Бацање копља - Танел Наламе — Бацање копља - Магнус Кирт — Бацање копља - Мајкел Уибо — Десетобој - Janek Õiglane — Десетобој | Жене: - Лина Луик — Маратон - Лили Луик — Маратон - Елерин Хас — Скок увис - Грит Шадејко — Седмобој |  |

## Резултати

### Мушкарци
| Атлетичар         | Дисциплина       | Лични рекорд | Класификације | Класификације | Полуфинале        | Полуфинале       | Финале           | Финале       | Детаљи                                    |
| Атлетичар         | Дисциплина       | Лични рекорд | Резултат      | Место         | Резултат          | Место            | Резултат         | Место        | Детаљи                                    |
| ----------------- | ---------------- | ------------ | ------------- | ------------- | ----------------- | ---------------- | ---------------- | ------------ | ----------------------------------------- |
| Роман Фости       | Маратон          | 2:17:54      |               |               |                   |                  | 2:20:35          | 20 / 42 (68) | Архивирано на веб-сајту (23. август 2015) |
| Расмус Меги       | 400 м препоне    | 48,54 НР     | 49,18 КВ      | 2. у гр. 4    | 48,76             | 5. у гр. 1       | Није се пласирао | 13 / 40 (44) |                                           |
| Јак-Хајнрих Јагор | 400 м препоне    | 49,37        | 50,59         | 8. у гр. 5    | Није се пласирао  | Није се пласирао | Није се пласирао | 36 / 40 (44) |                                           |
| Каур Кивистик     | 3.000 м препреке | 8:32,23      | 8:56,36       | 11. у гр. 2   |                   |                  | Није се пласирао | 34 / 38 (42) |                                           |
| Герд Кантер       | бацање диска     | 73,38 НР     | 64,78 кв      | 1. у гр. Б    | 64,82             | 4 / 30 (31)      |                  |              |                                           |
| Мартин Купер      | бацање диска     | 66,67        | 61,59         | 10. у гр. А   | Није се пласирао  | 16 / 30 (31)     |                  |              |                                           |
| Ристо Метас       | бацање копља     | 83,48        | 81,56 кв      | 7. у гр. Б    | 76,79             | 12 / 33          |                  |              |                                           |
| Танел Наламе      | бацање копља     | 83,11        | 80,65         | 9. у гр. Б    | Нису се пласирали | 13 / 33          |                  |              |                                           |
| Магнус Кирт       | бацање копља     | 82,22        | 78,84         | 9. у гр. А    | Нису се пласирали | 22 / 33          |                  |              |                                           |

#### Десетобој
| Атлетичар     | Дисциплина | 100 м | Даљ  | БКу   | Вис  | 400 м    | 110 м пр. | Диск     | СМ       | БКо      | 1.500 м    | Укупно | Пласман      | Белешка |
| ------------- | ---------- | ----- | ---- | ----- | ---- | -------- | --------- | -------- | -------- | -------- | ---------- | ------ | ------------ | ------- |
| Мајкел Уибо   | Резултат   | 11,25 | 7,13 | 14,45 | 2,13 | 50,24 ЛР | 15,01     | 43,69    | 5,10     | 64,51 ЛР | 4:25,53 ЛР | 8.245  | 10 / 22 (29) |         |
| Мајкел Уибо   | Бодови     | 806   | 845  | 756   | 925  | 804      | 848       | 740      | 941      | 806      | 774        | 8.245  | 10 / 22 (29) |         |
| Janek Õiglane | Резултат   | 11,51 | 6,78 | 14,43 | 1,92 | 50,95 ЛР | 15,33     | 40,94 ЛР | 4,60 ЛРС | 68,51    | 4:43,06    | 7.581  | 19 / 22 (29) |         |
| Janek Õiglane | Бодови     | 750   | 762  | 755   | 731  | 771      | 810       | 684      | 790      | 867      | 661        | 7.581  | 19 / 22 (29) |         |

### Жене
| Атлетичарка | Дисциплина | Лични рекорд | Квалификације | Квалификације | Полуфинале | Полуфинале | Финале            | Финале       | Детаљи |
| Атлетичарка | Дисциплина | Лични рекорд | Резултат      | Место         | Резултат   | Место      | Резултат          | Место        | Детаљи |
| ----------- | ---------- | ------------ | ------------- | ------------- | ---------- | ---------- | ----------------- | ------------ | ------ |
| Лина Луик   | Маратон    | 2:40:05      |               |               |            |            | 2:39:42 ЛР        | 27 / 52 (67) |        |
| Лили Луик   | Маратон    | 2:41:58      | 2:45:22 ЛРС   | 38 / 52 (67)  |            |            |                   |              |        |
| Елерин Хас  | скок увис  | 1,94         | 1,85          | 11. у гр. А   |            |            | Није се пласирала | 25 / 28 (30) |        |

#### седмобој
| Дисциплина    | Грит Шадејко Архивирано на веб-сајту (25. август 2015) | Грит Шадејко Архивирано на веб-сајту (25. август 2015) | Грит Шадејко Архивирано на веб-сајту (25. август 2015) | Грит Шадејко Архивирано на веб-сајту (25. август 2015) | Грит Шадејко Архивирано на веб-сајту (25. август 2015) | Грит Шадејко Архивирано на веб-сајту (25. август 2015) |
| Дисциплина    | Лич. рек.                                              | Резултат                                               | Бод.                                                   | Плас.                                                  | Укупно                                                 | Плас.                                                  |
| ------------- | ------------------------------------------------------ | ------------------------------------------------------ | ------------------------------------------------------ | ------------------------------------------------------ | ------------------------------------------------------ | ------------------------------------------------------ |
| 100 м препоне | 13,28                                                  | 13,36                                                  | 1.071                                                  | 8.                                                     |                                                        |                                                        |
| Скок увис     | 1,78                                                   | 1,77 ЛРС                                               | 941                                                    | 24.                                                    | 1.975                                                  | 23.                                                    |
| Бацање кугле  | 12,76                                                  | 12,05                                                  | 664                                                    | 31.                                                    | 2.678                                                  | 22.                                                    |
| 200 м         | 24,10                                                  | 24,41                                                  | 942                                                    | 11.                                                    | 3.618                                                  | 23.                                                    |
| Скок удаљ     | 6,35                                                   | 6,22                                                   | 918                                                    | 7.                                                     | 4.536                                                  | 18.                                                    |
| Бацање копља  | 50,68                                                  | 47,78                                                  | 817                                                    | 9.                                                     | 5.353                                                  | 14.                                                    |
| 800 м         | 2:16,60                                                | 2:17,32                                                | 860                                                    | 16.                                                    |                                                        |                                                        |
| Седмобој      | 6.221 НР                                               |                                                        |                                                        |                                                        | 6.213 ЛРС                                              | 15 / 28 (36)                                           |